# 兵庫県道32号坂越御崎加里屋線
兵庫県道32号坂越御崎加里屋線（ひょうごけんどう32ごう さこしみさきかりやせん）は、兵庫県赤穂市坂越から赤穂市加里屋を結ぶ県道（主要地方道）である。

## 概要

### 路線データ
- 起点：赤穂市坂越（坂越橋東交差点、兵庫県道459号周世尾崎線交点）
- 終点：赤穂市加里屋（赤穂駅前中交差点、国道250号交点）
- 総延長：約10.796 km

## 歴史
- 1993年（平成5年）5月11日 - 建設省から、県道坂越御崎加里屋線が坂越御崎加里屋線として主要地方道に指定される[1]。

## 路線状況
2006年11月現在、尾崎 - 坂越区間は，土日祭日二輪車終日通行禁止である。

## 地理

### 通過する自治体
- 赤穂市

### 交差する道路
| 交差する道路            | 交差する場所   | 交差する場所            |
| ----------------------- | -------------- | ----------------------- |
| 兵庫県道459号周世尾崎線 | 坂越（さこし） | 坂越橋東交差点 / 起点   |
| 兵庫県道458号壷根坂越線 | 坂越           |                         |
| 兵庫県道459号周世尾崎線 | 東浜町         | わくわくランド北交差点  |
| 国道250号               | 加里屋         | 赤穂駅前中交差点 / 終点 |

### 沿線にある施設など
- 坂越の町並み
- 赤穂御崎温泉
- 赤穂城
- 大石神社